# Akdia
Akdia fou un petit principat de l'Índia a la part nord de la península de Kathiawar, agència de Kathiawar, presidència de Bombai. Està format únicament per un poble i quatre tribus que paguen tribut. L'estat és tributari de Junagarh. La població era inferior als 1000 habitants. La nissaga governant era del clan chavada dels rajputs.